# Out of My Hands (пісня Milow&Маріт Ларсен)
Out of My Hands (укр. Не в моїх силах) – сингл бельгійського співака Milow та норвезької співачки Маріт Ларсен, випущений 1 січня 2010 року.

## Список композицій

### Видання iTunes[1]
| №  | Назва                                     | Тривалість |
| -- | ----------------------------------------- | ---------- |
| 1. | Out of My Hands                           | 3:30       |
| 2. | Out of My Hands (Milow)                   | 3:29       |
| 3. | Out of My Hands (Акустична версія)        | 3:09       |
| 4. | Out of My Hands (Bodyspasm TripHop Remix) | 3:51       |

### Видання у форматі CD[2]
| №  | Назва                                   | Тривалість |
| -- | --------------------------------------- | ---------- |
| 1. | Out of my hands - Milow & Larsen, Marit |            |
| 2. | Out of my hands (Album Version) - Milow |            |

## Позиції в чартах[3]
| Чарт                      | Найвища позиція |
| ------------------------- | --------------- |
| Німецький чарт синглів    | 21              |
| Швейцарський чарт синглів | 19              |
| Австрійський чарт синглів | 44              |